# バリンデヒドロゲナーゼ (NADP+)
バリンデヒドロゲナーゼ (NADP+)(valine dehydrogenase (NADP+))は、次の化学反応を触媒する酸化還元酵素である。
L-バリン + H2O + NADP+ {\displaystyle \rightleftharpoons } 3-メチル-2-オキソブタン酸 + NH3 + NADPH + H+
反応式の通り、この酵素の基質はL-バリンとH2OとNADP+、生成物は3-メチル-2-オキソブタン酸とNH3とNADPHとH+である。
組織名はL-valine:NADP+ oxidoreductase (deaminating)で、別名にvaline dehydrogenase (nicotinanide adenine dinucleotide phosphate)がある。